# Liên hoan phim quốc tế Berlin lần thứ 60
Liên hoan phim Berlin 2010 là Liên hoan phim Berlin lần thứ 60 được tổ chức từ ngày 11.2 tới ngày 21.2.2010 tại Berlinale Palast, do Werner Herzog làm chủ tịch Ban giám khảo.
Phim khai mạc Liên hoan này là phim Apart Together của đạo diễn Trung Quốc Vương Toàn An - có tranh giải. Còn phim chiếu trong ngày kết thúc là phim About Her Brother của đạo diễn Nhật Bản Yamada Yōji - không tranh giải.
Theo các nhà tổ chức thì đã có một kỉ lục mới về số người tham dự Liên hoan phim này với 282.000 vé được bán ra.

## Ban giám khảo
- Werner Herzog - Chủ tịch
- Francesca Comencini
- Nuruddin Farah
- Cornelia Froboess
- José Maria Morales
- Dư Nam
- Renée Zellweger

## Các phim tranh giải

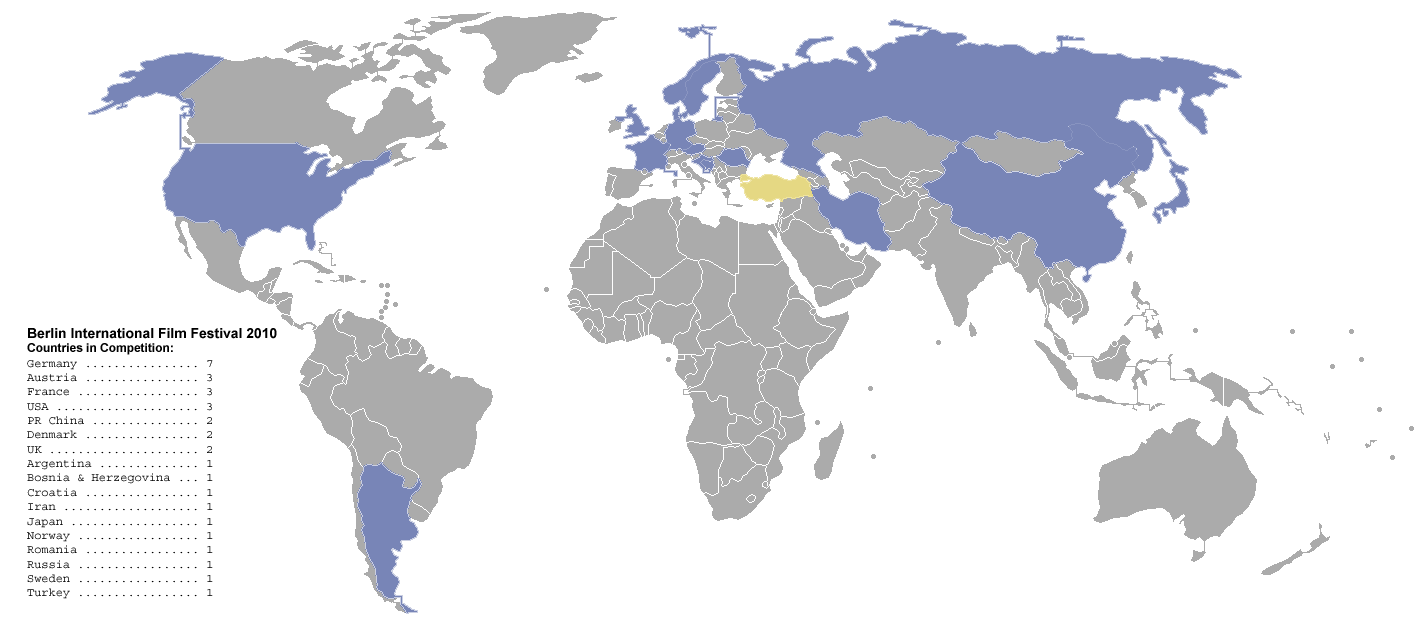
Countries in competition (incl. co-production countries)

Các phim sau đây được tuyển chọn để tranh giải Gấu vàng:
- Apart Together (Tuan Yuan) của Vương Toàn An ( Trung Quốc)
- Bal của Semih Kaplanoğlu ( Thổ Nhĩ Kỳ)
- Caterpillar của Wakamatsu Kōji ( Nhật Bản)
- Der Räuber của Benjamin Heisenberg ( Đức)
- En Familie của Pernille Fischer Christensen ( Đan Mạch)
- En ganske snill mann của Hans Petter Moland (Na Uy)
- Eu când vreau să fluier, fluier của Florin Şerban ( România)
- Greenberg của Noah Baumbach ( Hoa Kỳ)
- Howl của Rob Epstein và Jeffrey Friedman ( Hoa Kỳ)
- Kak ya provyol etim letom của Alexei Popogrebski ( Nga)
- Jud Süss - Film ohne Gewissen của Oskar Roehler (Áo/Đức)
- Mammuth của Benoît Delépine và Gustave de Kervern ( Pháp)
- Na putu của Jasmila Žbanić ( Bosna và Hercegovina,  Áo,  Đức và  Croatia)
- Rompecabezas của Natalia Smirnoff ( Argentina và  Pháp)
- San qiang pai an jing qi của Trương Nghệ Mưu ( Trung Quốc)
- Shahada của Burhan Qurbani ( Đức)
- Shekarchi của Rafi Pitts ( Iran,  Đức)
- Submarino của Thomas Vinterberg ( Đan Mạch)
- The Ghost Writer của Roman Polanski ( Pháp,  Đức và  Anh Quốc)
- The Killer Inside Me của Michael Winterbottom ( Hoa Kỳ)

## Các phim không tranh giải
Các phim sau đây được chiếu ra mắt lần đầu trên thế giới, nhưng không tham gia tranh giải:
- About Her Brother của Yamada Yōji ( Nhật Bản)
- Exit Through the Gift Shop của Banksy ( Anh Quốc)
- My Name Is Khan của Karan Johar ( Ấn Độ)
- Please Give của Nicole Holofcener ( Hoa Kỳ)
- The Kids are All Right của Lisa Cholodenko ( Hoa Kỳ)
- Shutter Island của Martin Scorsese ( Hoa Kỳ)

## Các giải thưởng
Gấu Vàng cho phim hay nhất - Bal của Semih Kaplanoglu 
Gấu Bạc: 
- Giải thưởng lớn của Ban giám khảo: Eu cand vreau sa fluier, fluier của Florin Şerban
- Gấu bạc cho đạo diễn xuất sắc nhất: Roman Polanski phim The Ghost Writer
- Gấu bạc cho nữ diễn viên chính xuất sắc nhất: Terajima Shinobu phim Caterpillar
- Gấu bạc cho nam diễn viên chính xuất sắc nhất: Grigori Dobrygin và Sergei Puskepalis, phim Kak ya provel etim letom
- Kịch bản xuất sắc nhất: Vương Toàn An và Na Jin, phim Apart Together (Tuan Yuan)
- Quay phim xuất sắc nhất: Pavel Kostomarov, phim Kak ya provel etim letom
- Giải Alfred Bauer: Eu cand vreau sa fluier, fluier của Florin Şerban

Gấu Vàng danh dự
- Wolfgang Kohlhaase
- Hanna Schygulla

Gấu Thủy tinh trong thế hệ Kplus (Phim truyện dài)
- Shui Yuet Sun Tau

Gấu Thủy tinh trong thế hệ 14plus (Phim truyện dài)
- Neukölln Unlimited

The Berlinale Camera
- Yamada Yōji
- Ulrich Gregor and Erika Gregor
- Fine Art Foundry Noack